# Bonanza (álbum)
Bonanza es el sexto álbum de estudio de la banda mexicana de rock Panda. El álbum se lanzó el 20 de marzo de 2012. El título del álbum (como lo dice su vocalista) es una ironía, pues la temática hace referencia a todo lo contrario, con letras que hablan principalmente del interior de José Madero.
En cuanto a lo musical y a comparación de Poetics (el disco anterior), Bonanza está un poco más cerca de las raíces punk pop de la banda, lo cual no significa regresión sino más bien una reivindicación de la identidad propia. Al mismo tiempo, es igualmente palpable la evolución musical en diversos aspectos y el grado de madurez de las letras escritas por José Madero.

## Información del álbum
El nombre del disco es una ironía sobre el contenido de las canciones, estás hablan sobre tristeza y sobre el mismo José Madero Vizcaíno, este se basó en él para escribir el disco, pero dramatizó las letras.
Este disco se grabó en octubre en DMY Studios, los estudios de sus amigos los Hermanos Caballero y lo decidieron así porque Panda consideró que necesitaban cambiar de estilo al igual que el estudio porque querían probar un sonido más crudo, grabando el disco de forma más garage, por ello prescindieron de Adrián Treviño su productor de cabecera y recurrieron a la mezcla por Gil Elguezabal en los mismos estudios.
Actualmente este disco es de oro, por las más de 30.000 copias vendidas solo en México, debutó en el primer lugar de los ranking mexicanos y tuvo muy buena reacción en la gente. Según entrevistas hechas a José Madero, ese disco está basado en su vida: "Aunque parezca algo egoísta, el disco está basado de muchas maneras en mi vida"
Los sencillos promocionales del álbum fueron Envejecido en barril de roble, Romance en Re sostenido y La noche de la mesa triste.

### Gira interrumpida y cambios de la banda
Durante todo el proceso de la grabación y salida del disco, promoción y gira hubo diversos problemas que la banda no terminó por aclarar, solo hubo resquicios de información a los fanáticos que podían mostrar el porqué de la casi nula gira y promoción de Bonanza durante el 2012, José Madero solo mencionó en alguna entrevista "Hay gente alrededor de la banda que se ha querido aprovechar de nosotros".
Tras esto se anunciaron cambios, como la salida de Fer Salinas, hoy ex-mánager de la banda, además de que hubo cambios de diversas agencias de promoción, se especuló el cambio de discográfica Movic Records hasta que se hizo oficial y en 2013 anunciaron su unión a Universal Music.
Debido al caótico año 2012 que sirvió como transición en varios aspectos ligados a la banda, jamás se pudo retomar de manera continua la gira Bonanza Tour, haciendo solo algunas presentaciones en distintas ciudades del país.
Durante 2012 también se da la salida momentánea del único integrante de la banda no oficial, Marcelo Treviño, quien tras años de cooperar con la banda en los teclados en distintas giras y grabaciones en estudio dejaba la banda por un tiempo, debido a trabajos en solitario.

## Lista de canciones
| N.º   | Título                            | Escritor(es)         | Duración |  |
| 1.    | «Huésped en casa propia»          | José Madero Vizcaíno | 3:42     |  |
| 2.    | «Las mil y un camas»              | José Madero Vizcaíno | 3:16     |  |
| 3.    | «La noche de la mesa triste»      | José Madero Vizcaíno | 4:20     |  |
| 4.    | «Pensándolo bien pensé mal»       | José Madero Vizcaíno | 3:42     |  |
| 5.    | «Color negro pasión»              | José Madero Vizcaíno | 4.04     |  |
| 6.    | «Envejecido en barril de roble»   | José Madero Vizcaíno | 3:28     |  |
| 7.    | «La reina de Uxmal»               | José Madero Vizcaíno | 3:39     |  |
| 8.    | «Bella en mi cabeza para siempre» | José Madero Vizcaíno | 4:20     |  |
| 9.    | «Romance en Re sostenido»         | José Madero Vizcaíno | 3:45     |  |
| 10.   | «Ilusión, oh ilusión»             | José Madero Vizcaíno | 4:51     |  |
| 11.   | «Consejo al espejo»               | José Madero Vizcaíno | 4:25     |  |
| 12.   | «Aforismos»                       | José Madero Vizcaíno | 3:07     |  |
| 13.   | «La vida en el barandal»          | José Madero Vizcaíno | 4:17     |  |
| 48:56 |                                   |                      |          |  |

## Sencillos
| Año  | Canción                         | Máxima posición |
| Año  | Canción                         | MEX             |
| ---- | ------------------------------- | --------------- |
| 2012 | "Envejecido en barril de roble" | 17              |
| 2012 | "Romance en re sostenido"       | -               |
| 2012 | "La Noche de la Mesa Triste"    | -               |

## Personal
- José Madero Vizcaíno - Vocalista, letras, guitarra
- Ricardo Treviño - Bajo
- Jorge Vásquez - Batería
- Artúro Arredondo - Guitarra líder
- Marcelo Treviño - Tecladista invitado (amigo de la banda)
- Rodrigo Montfort

Todas las letras por:
- José Madero Vizcaíno

## Giras
Bonanza Tour 2012 - 2013

## Posicionamiento en listas
- Datos: Q5731899